# IBM PC AT
IBM PC AT (PC AT) је био професионални рачунар фирме IBM који је почео да се производи у САД од 1984. године.
Користио је Intel 80286 као микропроцесор. RAM меморија рачунара је имала капацитет од 512 KB (до 3 MB). 
Као оперативни систем кориштен је MS-DOS.

## Детаљни подаци
Детаљнији подаци о рачунару PC AT су дати у табели испод.
|                       |                                                                                      |
| [ 1 ]                 |                                                                                      |
| Произвођач            |                                                                                      |
| Тип                   | професионални рачунар                                                                |
| Меморија              | 512 (до 3 MB)                                                                        |
| Поријекло             | Сједињене Америчке Државе                                                            |
| Година                | 1984                                                                                 |
| Тастатура             | Тастатура са пуним помаком тастера, са нумеричком тастатуром и функцијским тастерима |
| Процесор              |                                                                                      |
| Фреквенција процесора | 6                                                                                    |
| RAM                   | 512 (до 3 MB)                                                                        |
| ROM                   | 64                                                                                   |
| Текст                 | 80 x 24 / 40 x 24                                                                    |
| Графика               | EGA мод: 640 x 350                                                                   |
| Боја                  | 64                                                                                   |
| Звук                  | мали звучник                                                                         |
| Димензије             | 29,7 (ширина) x 21 (дубина) x 4,55 (висина) cm. / 1,3                                  |
| Портови               |                                                                                      |
| Оперативни систем     |                                                                                      |